# Дотепність та її відношення до несвідомого
Дотепність та її відношення до несвідомого (нім. Der Witz und seine Beziehung zum Unbewußten) — праця австрійського психолога, психіатра Зиґмунда Фрейда, яку було видано 1905 року.
Поділив дотепності на не тенденціозні (абстрактні), в яких дотепність є самоціллю й тенденціозні, до яких відносяться ворожа (агресивність, сатира), непристойність, цинічна (критична) й скептична (ставлять під сумнів надійність нашої свідомості) дотепності.
Зиґмунд Фрейд виявив, що технічні процеси дотепності й процеси утворення сновидінь мають багато спільного.